# 창원권
창원권(昌原權)은 창원시와 인접지역이 이루는 도시권이다. 경상남도 도시계획에서는 창원시, 김해시, 함안군의 뜻으로 사용한다.

## 같이 보기
- 구창원
- 동부경남